# Wiebelsteen
Een wiebelsteen (Engels: rattleback of celt) is een bootvormige draaitol die een voorkeursdraairichting heeft. Wordt hij in de verkeerde richting gedraaid, dan zal het tollen onstabiel worden, stoppen en zal de draairichting omkeren.
De Keltische wiebelsteen is de gewone wiebelsteen, terwijl op de Russische twee verplaatsbare gewichtjes (in de vorm van een diertje) staan. Het verplaatsen van de gewichtjes veroorzaakt een veranderd tolgedrag van de wiebelsteen.

## Natuurkundige verklaring
De wiebelsteen vertoont een asymmetrie in zijn dynamisch gedrag. De massa in de steen is ongelijk verdeeld in het verticale vlak. Er bestaat daardoor blijkbaar een voorkeur om in het horizontale vlak in een bepaalde richting te draaien, in de bijgaande video tegen de klok in. Wordt de steen met de klok mee aan het
1. draaien gebracht om zijn verticale as in het midden, dan gaat de steen ook
2. draaien om zijn lange horizontale as (dit heet rollen in de lucht- en zeevaart) en
3. draaien om de korte horizontale as van de steen, waardoor de uiteinden van de steen verticaal op en neer wippen (stampen).

Omdat de massa in de steen ongelijk verdeeld is in het verticale vlak, kan de stamp-draaiing door wrijving met de ondergrond instabiel worden. Deze stamp-instabiliteit is afhankelijk van de begindraaiing. In de video groeit deze instabiliteit alleen bij draaiing met de klok mee: dan gaat de steen stampen, anders niet. Door koppeling van de draaiingen stopt het stampen maar keert de horizontale draairichting om. Bij aanvankelijke draaiing tegen de klok in treedt de stamp-instabiliteit niet op.

Wiebelstenen van glas schijnen in beide draairichtingen instabiel te kunnen zijn en herhaaldelijk hun draairichting te kunnen omkeren.
Men kan de wiebelsteen ook in beweging brengen door een uiteinde even omlaag te drukken, zoals de video laat zien.

## Mythen
Wiebelstenen zijn ten onrechte beschreven en toegepast als:
- Hulpmiddel ter voorspelling (wichelarij, waarzeggerij)
- Toverkunst (magie)
- Levende steen (animisme)
- Gevolg van de vierde dimensie
- Een perpetuum mobile (vrije energie)
- Invloed van het aardmagnetisch veld
- Toets of iemand schuldig is in een rechtszaak
- Gevolg van Corioliseffect